# Comté de Clark (Kansas)
Pour les articles homonymes, voir Comté de Clark.
Le comté de Clark est l’un des 105 comtés de l’État du Kansas, aux États-Unis, à la frontière avec l’Oklahoma. Fondé le 26 février 1867, il a été nommé en hommage au capitaine Charles F. Clarke. Il a été formé à partir du comté de Ford.
Siège et plus grande ville : Ashland.

## Géolocalisation
|                            | Comté de Ford  | Comté de Kiowa             |
| Comté de Meade             | Comté de Clark | Comté de Comanche          |
| Comté de Beaver (Oklahoma) |                | Comté de Harper (Oklahoma) |